# Eustorgio II
Eustorgio II (... – Milano, 518) è stato arcivescovo di Milano dal 512 circa fino alla sua morte.
È venerato come santo della Chiesa cattolica che lo ricorda il 6 giugno nel martirologio romano con queste parole: «A Milano, sant'Eustorgio II, vescovo, che, insigne per pietà, giustizia e virtù di pastore, costruì un celebre battistero».

## Biografia
Eustorgio è storicamente documentato dalle fonti coeve in diverse occasioni agli inizi del VI secolo.
Tra gli scritti di Cassiodoro si conservano due lettere di Teodorico. In una di queste, datata tra il 510 e il 511, il re chiede al vescovo milanese di occuparsi del vescovo aostano suo suffraganeo, di cui non è fatto il nome, accusato ingiustamente, per reintegrarlo sulla sua sede e punire i delatori. Sempre nei primi anni del suo episcopato, Eustorgio scrisse a Teodorico perché intervenisse a protezione dei beni che la Chiesa di Milano aveva in Sicilia; nella sua risposta il re rassicurò Eustorgio di aver inviato nell'isola il comes Adila incaricato di vigilare sulla sicurezza delle persone e dei beni milanesi.
In due occasioni Eustorgio scrisse al vescovo Avito di Vienne inviandogli del denaro per soccorrere e riscattare prigionieri italiani catturati da Gundobado, re dei Burgundi. Eustorgio ricevette da Avito una lettera nella quale il vescovo milanese è lodato per la sua carità ed equiparato ai santi vescovi suoi predecessori.
Magno Felice Ennodio, vescovo di Pavia deceduto nel 521, ricorda di Eustorgio alcuni lavori da lui compiuti nel battistero della chiesa di Santo Stefano a Milano, con un sistema di canalizzazione che permetteva all'acqua di zampillare.
Secondo un antico Catalogus archiepiscoporum Mediolanensium,  Eustorgio II governò la Chiesa di Milano per 7 anni dopo Lorenzo I e prima di Magno,  e fu sepolto il 6 giugno nella cappella di san Sisto della basilica di san Lorenzo. Tradizionalmente, il suo episcopato è assegnato agli anni 512-518.
Successive tradizioni, non confermate storicamente, fanno di Eustorgio un sacerdote greco che viveva a Roma, prima della sua ordinazione a vescovo di Milano; le medesime tradizioni attribuiscono a Eustorgio la conversione di uno sconosciuto san Floriano, originario della Pannonia, che in seguito sarebbe diventato diacono della Chiesa milanese e successivamente vescovo di Siviglia.